# Сэрич, Дрю
Дрю Сэрич (англ. Drew Sarich, полное имя — Эндрю Дэннис Сэрич, 24 августа 1975 года, Сент-Луис, Миссури, США) — американский актёр мюзикла, исполнитель ведущих ролей в бродвейских театрах, в Австрии и Германии. В разное время исполнял роли Жана Вальжана (мюзикл «Отверженные»), Иисуса («Иисус Христос — суперзвезда»), графа фон Кролока («Бал вампиров»).

## Биография
Дрю Сэрич получил степень бакалавра искусств (актёр музыкального театра и дирижер) в Бостонской консерватории в 1997 году. В 1998 году участвовал в туре Лайзы Миннелли, тогда же дебютировал в роли Иуды в мюзикле «Иисус Христос — суперзвезда» в Нью-Йорке.
В 1999 году Сэрич едет в Берлин, где играет роль Квазимодо в пробных спектаклях мюзикла «Горбун из Нотр-Дама». В этой роли он появляется почти в 580 представлениях. В 2000 году он выпускает свой первый альбом «Say It». С 2000 по 2003 гг. Сэрич появляется в различных постановках в Австрии и Германии.
Дрю Сэрич исполняет главную роль в мюзиклах «Джекилл и Хайд» (Кельн, Германия), роли Иуды и Иисуса в различных постановках мюзикла «Иисус Христос — суперзвезда», а также роль графа Дракулы в одноименном мюзикле в Сент-Галлене (дублируя Томаса Борхерта).
Свой дебют на Бродвее Дрю Сэрич провел в 2006 году в мюзикле «Лестат» в роли Арманда. С октября 2006 года до июля 2007 года исполнял роль Грантэра в мюзикле «Отверженные». Помимо этого он дублировал исполнителей ролей Анжольраса и Жавера. С октября 2007 года, после ухода из постановки Александра Джеминани, в течение месяца исполнял главную роль — Жана Вальжана. В конце октября 2007 года лондонская и бродвейская постановки «поменялись» исполнителями главных ролей. Джон Оуэн-Джонс приехал в Нью-Йорк, а Дрю Сэрич уехал исполнять роль Вальжана в Вест-Энд. Эту роль он исполнял больше года.
В марте 2008 года, Сэрич вновь исполнил роль Иисуса на концерте в Вене, вместе с Серканом Кайа, исполнившим партию Иуды.
6 октября 2008 года на пресс-конференции в Раймунд-театре в Вене был объявлен состав австрийской постановки мюзикла Френка Уайлхорна «Рудольф — дело Майерлинг» ( «Rudolf — Affaire Mayerling» ). Дрю Сэрич был выбран на главную мужскую роль кронпринца Рудольфа. Поскольку в это время он ещё находился в Лондоне, играя в «Отверженных», на пресс-конференции показали видео, на котором он исполнял одну из ведущих тем мюзикла «An Ordinary Man» ( «Обычный человек» ). Премьера состоялась 26 февраля 2009 года. Сарич исполнял роль принца-бунтовщика до самого закрытия в январе 2010 года. В качестве демоверсии был записан его дуэт с Лизой Антони «I was born to love you» ( «Я рожден любить тебя» ). Помимо этого была сделана студийная запись отдельных песен мюзикла, куда включены все арии Рудольфа. В сентябре 2009 года сделана видеозапись мюзикла в Раймунд-театре с основным составом (включая Лизу Антони, Уве Крёгера, Вицке ван Тонгерен и Карин Филиппчик) и выпущена «живая» аудиоверсия спектакля.
6 ноября 2010 года Сэрич дебютировал в роли графа фон Кролока в мюзикле «Бал вампиров» в Вене, заменив оригинального исполнителя роли Томаса Борхерта. Эту роль он исполнял вплоть до закрытия в июне 2011 года. В апреле 2011 года Сэрич снова сыграл Иисуса в традиционной пасхальной концертной версии «Иисус Христос — суперзвезда» в Вене.
С ноября 2011 года по 25 января 2012 года Сэрич снова исполняет роль фон Кролока, на этот раз в Берлине в Театре дес Вестенс. Его заменяет Кевин Тарте, а Сэрич снова отправляется в Вену, где в сценической версии фильма «Действуй сестра!» играет роль Кёртиса Шранка.
В июне 2012 года немецкое отделение компании «Стейдж Энтертейнмент» объявило, что Дрю Сэрич и Вицке ван Тонгерен выбраны на главные роли в новом мюзикле «Рокки», по мотивам культового фильма с Сильвестром Сталлоне. Последний лично принимал участие в кастинге на главную роль, положительно отозвавшись об образе, созданном Сэричем. Премьера мюзикла «Рокки» состоялась в Гамбурге 19 ноября 2012 года.
11 августа 2013 года Дрю Сэрич ещё один раз исполнил роль графа фон Кролока в Берлине: перед закрытием его и Кевина Тарте пригласили сыграть по одному спектаклю в рамках проекта «Grafen-Marathon» ( «Марафон графов» ).
Австрийская продюсерская компания VBW объявила, что в октябре 2013 года Дрю Сэрич исполнит роль Призрака в концертной постановке мюзикла Эндрю Ллойда Уэббера «Любовь не умирает никогда», который является своего рода сиквелом «Призрака Оперы».

## Дискография
| Год  | Название                                                    | Примечание                                                       |
| ---- | ----------------------------------------------------------- | ---------------------------------------------------------------- |
| 1998 | The Paul Simon Album: Broadway Sings The Best Of Paul Simon | приглашенный исполнитель                                         |
| 1999 | Der Glöckner von Notre Dame                                 | Квазимодо — оригинальный состав (Берлин)                         |
| 2000 | Say it                                                      | Сольный альбом                                                   |
| 2001 | Hair                                                        | Бергер — оригинальный состав (Вена)                              |
| 2004 | Barbarella                                                  | оригинальный состав (Вена)                                       |
| 2005 | Jesus Christ Superstar                                      | Иисус — оригинальный концертный состав (Вена, студийная запись)  |
| 2006 | Jesus Christ Superstar                                      | Иисус — оригинальный концертный состав (Вена, концертная запись) |
| 2008 | I Was Born To Love You                                      | сингл к мюзиклу «Рудольф» (с Лизой Антони)                       |
| 2009 | Rudolf — Affaire Mayerling                                  | Рудольф — оригинальный состав (Вена, студийная запись)           |
| 2009 | Rudolf — Affaire Mayerling                                  | Рудольф — оригинальный состав (Вена, аудиозапись спектакля)      |
| 2010 | More with every line — The music of Tim Prottey-Jones       | приглашенный вокалист                                            |
| 2011 | Jesus Christ Superstar                                      | Иисус — оригинальный состав (Вена, концертная запись)            |
| 2011 | Silent Symphony                                             | сольный альбом                                                   |
| 2012 | Rocky das Musical                                           | Рокки — оригинальный состав (Гамбург)                            |
| 2012 | Snowfall                                                    | сингл                                                            |
| 2016 | Let Him Go                                                  | сольный альбом                                                   |
| 2019 | Hunting for Heaven                                          | сольный альбом                                                   |